# آن كيليغرو
آن كيليغرو (1660-1685) هي شاعرة ورسامة إنجليزية، وصفها المعاصرون بأنها «نعمة للجمال، وملهمة للذكاء». ولدت هي وعائلتها في لندن، ونشطت في الدوائر الأدبية والقضائية. جرى تداول قصائد كيليغرو في مخطوطات وجُمعت ونُشرت بعد وفاتها في عام 1686 بسبب الجدري في سن 25. أعاد الباحثون المعاصرون طبع قصائدها عدة مرات، وكان آخرهم مارغريت جيه إم إيزيل، التي شملت في عملها جميع أعمال كيليغرو.
ذكر جون دراين كيليغرو في قصيدته التي حملت عنوان الذاكرة الشريرة للسيدة الشابة الرائدة، السيدة آن كيليغرو (1686). أشاد درايدن بإنجازاتها في مجالات الشعر والرسم، وقارنت إمكانياتها الشعرية بالمرأة اليونانية الشهيرة شاعرة العصور القديمة، صافو. تلقت قصيدة درايدن تحليلًا نقديًا مكثفًا والكثير من التفسيرات.
العديد من اللوحات المنسوبة إلى كيليغرو معروفة. منها صورة ذاتية مرسومة في قلعة بيركلي، ولوحة مرسومة لجيمس الثاني ملك إنجلترا في المجموعة الملكية (المعروضة في قلعة هيلزبره في 2019). يبلغ حجم كلا اللوحتين نصف الحجم الواقعي ولكنهما بالطول الكامل تقريبًا.

## نشأتها وإلهامها
ولدت آن كيليغرو في مطلع عام 1660، قبل عصر الاسترداد، في سانت مارتن لين في لندن. والدتها جوديث كيليغرو موسيقية موهوبة عزفت على العود وقرأت قصائد شكسبير. نشر والدها الدكتور هنري كيليغرو العديد من الخطب والقصائد بالإضافة إلى مسرحية بعنوان المؤامرة. نشرت كيليغرو كتابيها المسرحيين. نشر السير وليام كيليغرو (1606-1695) مجموعتين من المسرحيات. لم يكتف توماس كيليغرو (1612-1683) بكتابة المسرحيات فحسب، بل حصل على براءة اختراع ملكية لشركة كينغز كومباني وبنى المسرح المعروف حاليًا باسم دروري لين.
كانت عائلتها، بما في ذلك عمها ويليام وتوماس، على صلة وثيقة ببلاط أسرة ستيوارت، حصل جدها، روبرت كيليغرو، على لقب فارس في عهد الملك جيمس الأول في عام 1603، وعين نائب تشامبرلين للملكة هنريتا ماريا في عام 1630. عمل والدها هنري كيليغرو قسيسًا لتشارلز الأول، وقسيسًا لجيمس دوق يورك (جيمس الثاني لاحقًا). بعد عصر الاستعادة، أصبح هنري كيليغرو سيد السافوي.
عُيّنت إحدى عماتها، التي تحمل أيضًا اسم آن كيليغرو (1607-1641)، وصيفة الملكة هنريتا ماريا بدءًا من عام 1631 والمسؤولة عن ثياب الملكة بدءًا من أبريل 1637. عملت عمتها الأخرى، إليزابيث بويل، وصيفة للملكة هنريتا ماريا، وأنجبت ابنة غير شرعية لتشارلز الأول في عام 1651، بينما كان ما يزال في المنفى. كانت والدة آن كيليغرو، جوديث كيليغرو، وصيفة زوجة تشارلز الثاني الملكة كاثرين من براغانزا. كانت آن كيليغرو واحدة من ست خادمات شرف لماري مودينا، دوقة يورك، اعتبارًا من عام 1683.
لدى كيليغرو شقيقتان كبيرتان، ماري وإليزابيث، تزوجتا برجال خارج دوائر البلاط الملكي. عاش والدهم، هنري كيليغرو، في ويتهامستيد، هيرتفوردشاير بدءًا من عام 1663. في 14 أغسطس 1665 تزوجت ماري بنيكولاس أونلي، وهو كاتب في ويتهامستيد. في 8 مايو 1673 تزوجت إليزابيث بالقس جون لامبي، الذي تولى منصب رئيس الجامعة في ويتهامستيد، واستقال هنري كيليغرو من البريد. لدى كيليغروكذلك شقيقان: هنري كيليغرو (1652-1712) وجيمس كيليغرو (1664-1695). انضم كلاهما إلى البحرية الملكية وشغلا مناصب إدارية. جرت ترقية هنري إلى رتبة أدميرال وأصبح عضوًا في مجلس الأدميرالية.
لا يرد الكثيرعن تعليم كيليغرو، ولكنها تلقت تعليمًا في كل من الشعر والرسم وجرى تشجيعها على متابعة مواهبها الإبداعية، واختارت حياة لم تعتد النساء في القرن السابع عشر أن تعيشها. تشير موضوعات شعرها ولوحاتها وتفاصيلها إلى أنها كانت على دراية جيدة بالكتاب المقدس والأساطير الرومانية واليونانية والفلسفة.
استلهمت كيليغرو شعرها من الشاعرات الأخريات اللواتي عشن خلال فترة الاسترداد: كاثرين فيليبس وآن فينش (التي عملت خادمة لماري مودينا في نفس الوقت مع كيليغرو). شجعت ماري مودينا التقاليد الفرنسية للنساء النفيسات (المثقفات الأرستقراطيات) ودعمت مشاركة المرأة في المسرح والأدب والموسيقى. كانت كيليغرو، المقيمة في البلاط الملكي، جزءًا من بيئة الإلهام النسوي الشعري؛ إذ كانت رفيقة لنساء متميزات قويات شجعن حياتها المهنية في الكتابة مثل حياتهن المهنية.
لم يكن من المعتاد أن يرى الشعراء، ولا سيما النساء، أعمالهم منشورة في حياتهم. قبل وفاتها، جرى تداول قصائد آن كيليغرو في مخطوطة شملت مجموعة من الشعراء فيما يُعرف باسم «التأليف الاجتماعي»، حيث غالبًا ما يُعرف الشعراء المشاركون بأسمائهم. منذ وفاة كيليغرو في سن مبكرة عن عمر يناهز 25 عامًا، لم تتمكن من إنتاج سوى مجموعة صغيرة من القصائد الشعرية. بالمقارنة مع فيليبس وفينش وآخرين، كانت كيليغرو كاتبة مبكرة ومتطورة. حظي معاصروها بسنوات عديدة أخرى لتطوير أصواتهم وصقل أعمالهم وتنقيحها.
بعد وقت قصير من وفاة كيليغرو، نشر والدها كتابًا قصيرًا من ثلاثة وثلاثين قصيدة نصبًا تذكاريًا لها. يُشار في النص إلى أن القصائد الثلاث الأخيرة عُثر عليها ببساطة بين أوراقها، وقد لا تكون هي من كتبتها. قبل عام 2009، لم تكن أي من قصائدها موجودة في شكل مخطوطة؛ ثم عُثر على عدد صغير منها بين أوراق عائلة جون إيفلين في المكتبة البريطانية.

## شاعرة ورسامة
برعت آن كيليغرو في العديد من المجالات، والتي لاحظها الشاعر والمعلم وصديق العائلة المعاصر جون درايدن في قصيدته المكرسة لها. خاطب دراين كيليغرو بوصفها «السيدة الشابة المنجزة آن كيليغرو، المتميزة في فنون الشعر والرسم». في الواقع، يستخدم درايدن إنجازات كيليغرو في الفنين الشقيقين ميزة تنظيمية رئيسية في قصيدته.
يعتقد العلماء أن كيليغرو رسمت ما مجموعه 15 لوحة. تتمجور قصائدها ولوحاتها حول النساء والطبيعة، وتعرض العديد من لوحاتها صورًا توراتية وأسطورية. تشير العديد من قصائدها إلى لوحاتها الخاصة، بما في ذلك «القديس جون الذي رسمته في البرية محاطًا بالملائكة بينما يحمل حملًا» و«ابنة هيرودياس تقدم لأمها رأس القديس جون على عربة، رسمتها بنفسها كذلك». تضمنت أعمالها أيضًا قائمة باللوحات التي نُشرت في معرض للأدميرال كيليغرو في عام 1727، منها «كوكب الزهرة وأدونيس»؛ «ساتير يعزف على الغليون»؛ و«جوديث وهوليفرنس»؛ و«رأس امرأة»؛ و «كوكب الزهرة التي ترتديه النعم».
كانت كيليغرو ماهرة في رسم الصور الشخصية. أشار جيمس وين أن وجوه النعم في «كوكب الزهرة التي ترتديه النعم» تشبه تلك الموجودة في الصور المعروفة لآن فينش وماري من مودينا وآن كيليغرو. في الوقت الحالي، من المعروف وجود ما لا يقل عن أربع لوحات لكيلغيرو. يوجد ضمن تلك اللوحات صورة ذاتية لجيمس دوق يورك.